# Jeugdschaak

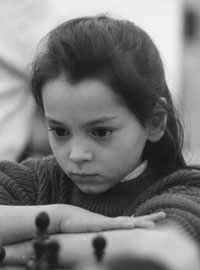
Aleksandra Kostenjoek is hier 7 jaar (1991/1992). In 2004 werd ze kampioen van Europa bij de dames.

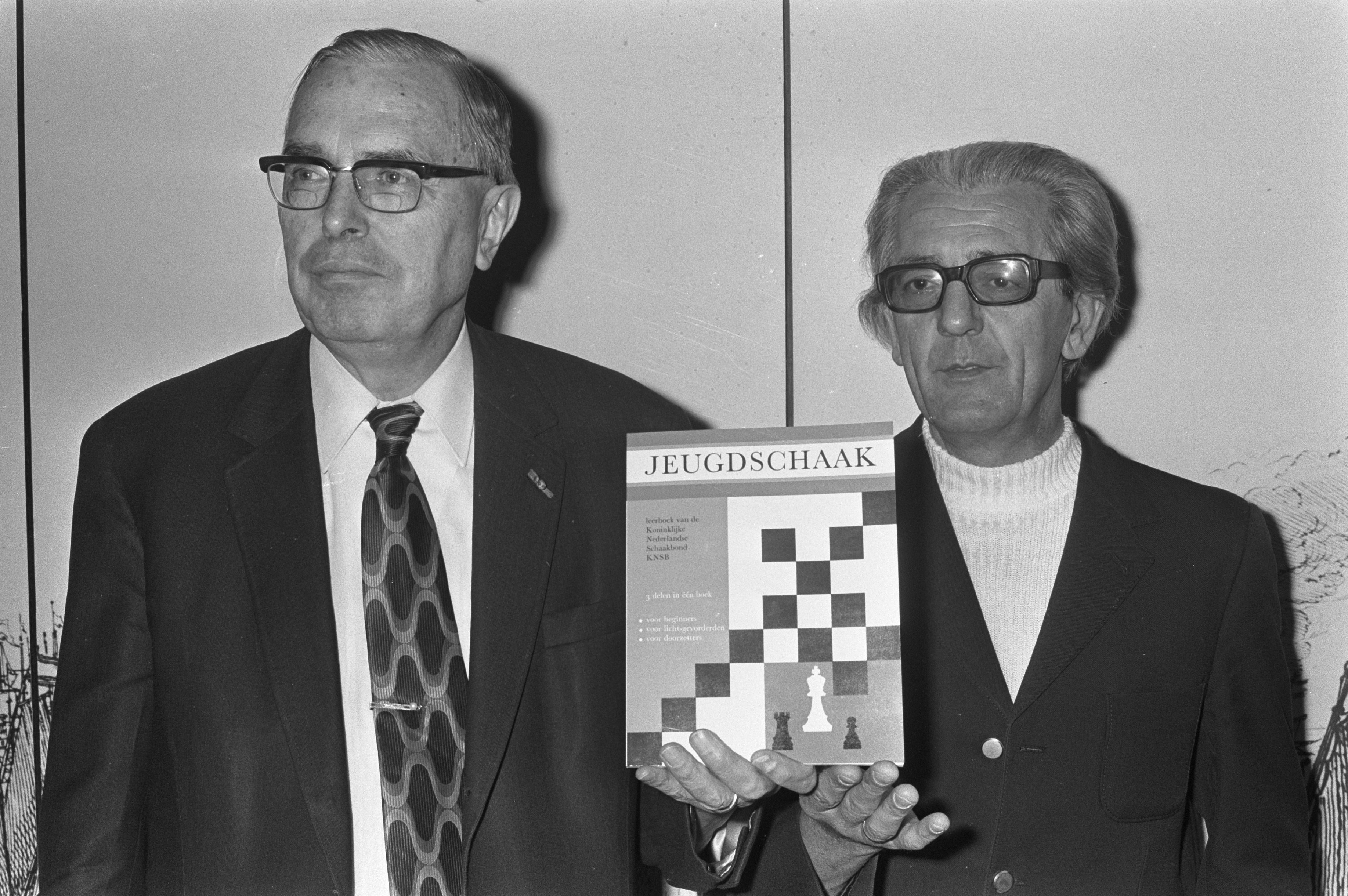
Max Euwe en Berry Withuis bij de presentatie van het boek Jeugdschaak (1972)

Jeugdschaak is het organiseren en deelnemen aan op de jeugd gerichte activiteiten op het gebied van schaken. Er zijn diverse onderzoeken gedaan waaruit blijkt dat schaken bevorderlijk is voor kinderen, in het bijzonder voor de rekenvaardigheid, de taalvaardigheid en het concentratievermogen.
Activiteiten in het kader van jeugdschaak zijn:
- Jeugdschaaktoernooi, en
- schoolschaak
- interne (onderlinge) competitie
- externe competitie (tegen andere verenigingen)
- trainingen, lessen, examens, diploma's
- het bevorderen van het deelnemen van jeugdspelers aan de volwassenencompetitie
- simultaanseances

Zowel in België als in Nederland wordt veel aan jeugdschaak gedaan, niet alleen door schaakverenigingen maar ook door lagere en middelbare scholen, zowel onder als na schooltijd.
Veel schaakverenigingen hebben ook een jeugdafdeling. Veel van die verenigingen maken hierbij gebruik van de Stappenmethode. De jeugdafdeling wordt doorgaans geleid door een jeugdleider, die vaak ook als jeugdleider bestuurslid is van de vereniging. De jeugdleider hoeft niet pertinent lesgever te zijn, hij kan diverse taken ook delegeren.

## KNSB
De Koninklijke Nederlandse Schaakbond doet veel voor de promotie van het jeugdschaak, waaronder:
- Het organiseren van gesloten NK's
- Het organiseren van het open NK's, zoals het Open NK in Hengelo, het NK Snelschaak, het NK Rapid in Eindhoven, het NK Rapid voor teams in Mierlo
- Het organiseren van de KNSB Jeugdclubcompetitie, voor verenigingsteams
- Het organiseren van het Nederlands Schoolschaakkampioenschap, zowel voor basis- als middelbare scholen.
- Het organiseren van trainingen, zowel door de KNSB zelf (landelijke trainingen voor toppers) als door de KNSB servicepunten
- Het verzorgen van kadercursussen waarin trainers worden opgeleid
- Het ondersteunen van bijzondere evenementen, zoals activiteiten per promotie van het meisjesschaak
- Het uitgeven van het jeugdblad Voorloper

Veel van deze toernooien worden overigens door verenigingen of regionale bonden georganiseerd, de KNSB stelt de regels vast en ziet toe dat alles goed verloopt.